# Sjöuggla
En sjöuggla är en typ av undervattensrobot (ROV). Man kan till exempel undersöka vrak på stora djup med en sjöuggla. Sjöuggla har använts som ett generellt namn för olika typer av undervattensrobotar men är från början ett produktnamn. Företaget Scandinavian Underwater Technology (SUTEC) i Linköping utvecklade Sjöugglan under tidigt 80-tal. Denna verksamhet ingår nu i Saab Seaeye i Linköping sedan år 2000 efter att FFV övertog SUTEC hösten 1989. Sjöugglan har inte nyproducerats på många år, men en ny version Sea Owl XTi blev klar 2014. 
Ubåtsbärgningsfartyget HMS Belos är normalt utrustad med en Sjöuggla.